# Ensanche (Valencia)
Ensanche (en valenciano y oficialmente Eixample) es el nombre que recibe el distrito número 2 de la ciudad española de Valencia. Limita al norte con Ciudad Vieja, al este con El Pla del Real, al sur con Quatre Carreres y al oeste con Extramuros. Está compuesto por tres barrios: Ruzafa, El Pla del Remei y Gran Vía. Este territorio se anexionó a Valencia en 1877 junto con el resto del municipio de Ruzafa. Su población censada en 2022 era de 42.672 habitantes según el Ayuntamiento de Valencia.

## Historia

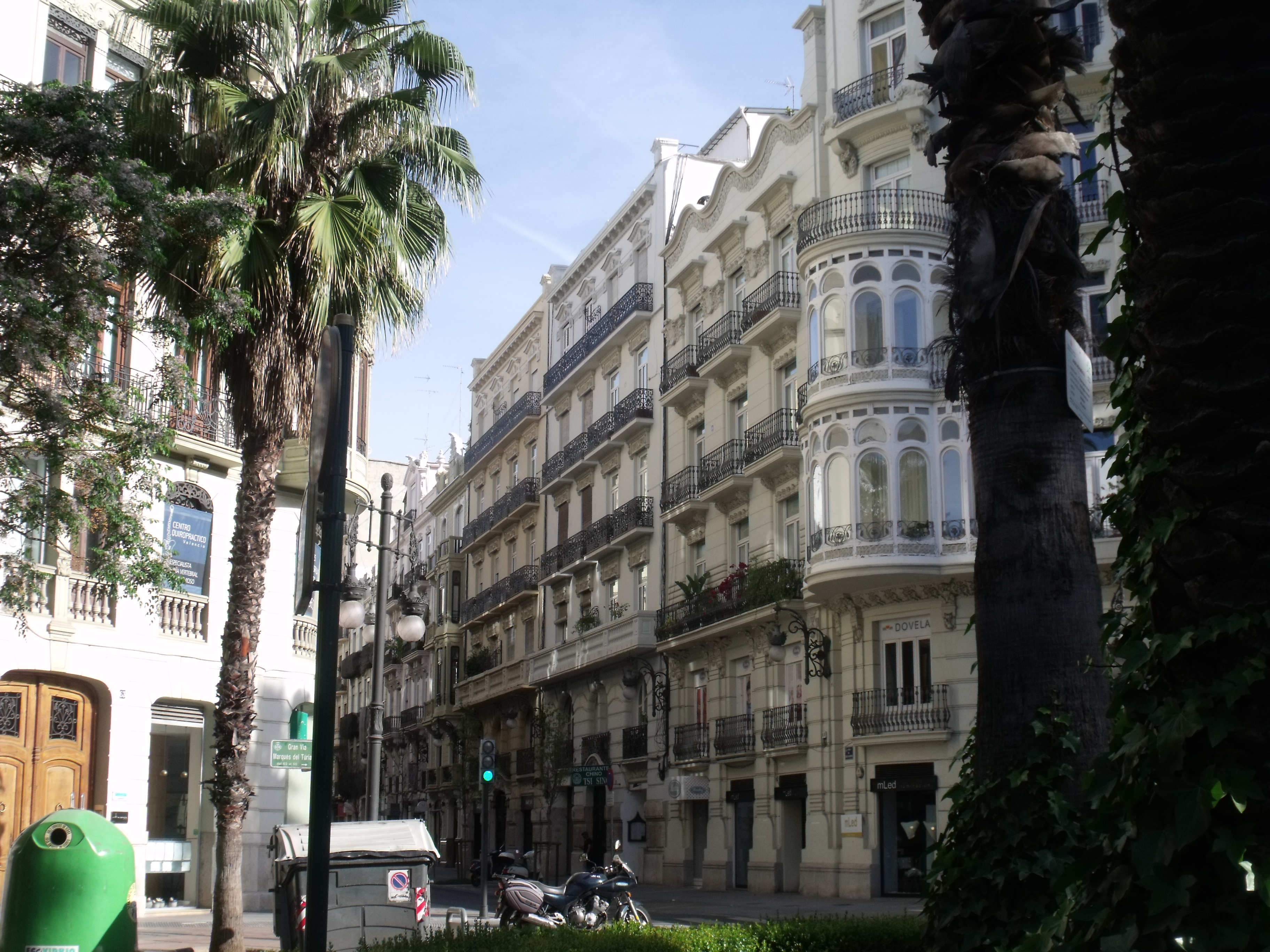
Edificios modernistas en la Gran Vía del Marqués del Turia.

En la década de 1850 la población de Valencia, cuyo perímetro se limitaba todavía a la ciudad intramuros y algunos arrabales, se densifica hasta alcanzar los 100 000 habitantes. Esto, unido a un desplazamiento de la centralidad urbana hacia el sur (inauguración de la Estación del Norte en el huerto de San Francisco en 1852, traslado del Ayuntamiento del edificio Palacio de la Generalidad Valenciana a su actual emplazamiento en 1859, etc.) propiciaron las primeras ideas de ensanche. El primer plan de ensanche se redactó en 1858 y, aunque no llegó a realizarse, ayudó a que se tomara conciencia de esa necesidad de ampliación, comenzándose el derribo de las murallas medievales en 1865.
Ya en 1864 se había publicado la 1.ª Ley de Ensanche, y en 1867 le siguió el Reglamento. Sin embargo, los sucesos revolucionarios de 1868 hicieron inviables los nuevos proyectos, que quedaron estancados. La gestación definitiva del ensanche nace en 1876, cuando el Ayuntamiento constituye en la Comisión de Ensanche, de acuerdo con el artículo 10 de la Ley de Ensanche de Poblaciones. Sin embargo, el desarrolló fue largo y no concluyó hasta la aprobación, en 1887, del proyecto formualdo por José Calvo, Joaquín M.ª Arnau y Luis Ferreres.

## Demografía

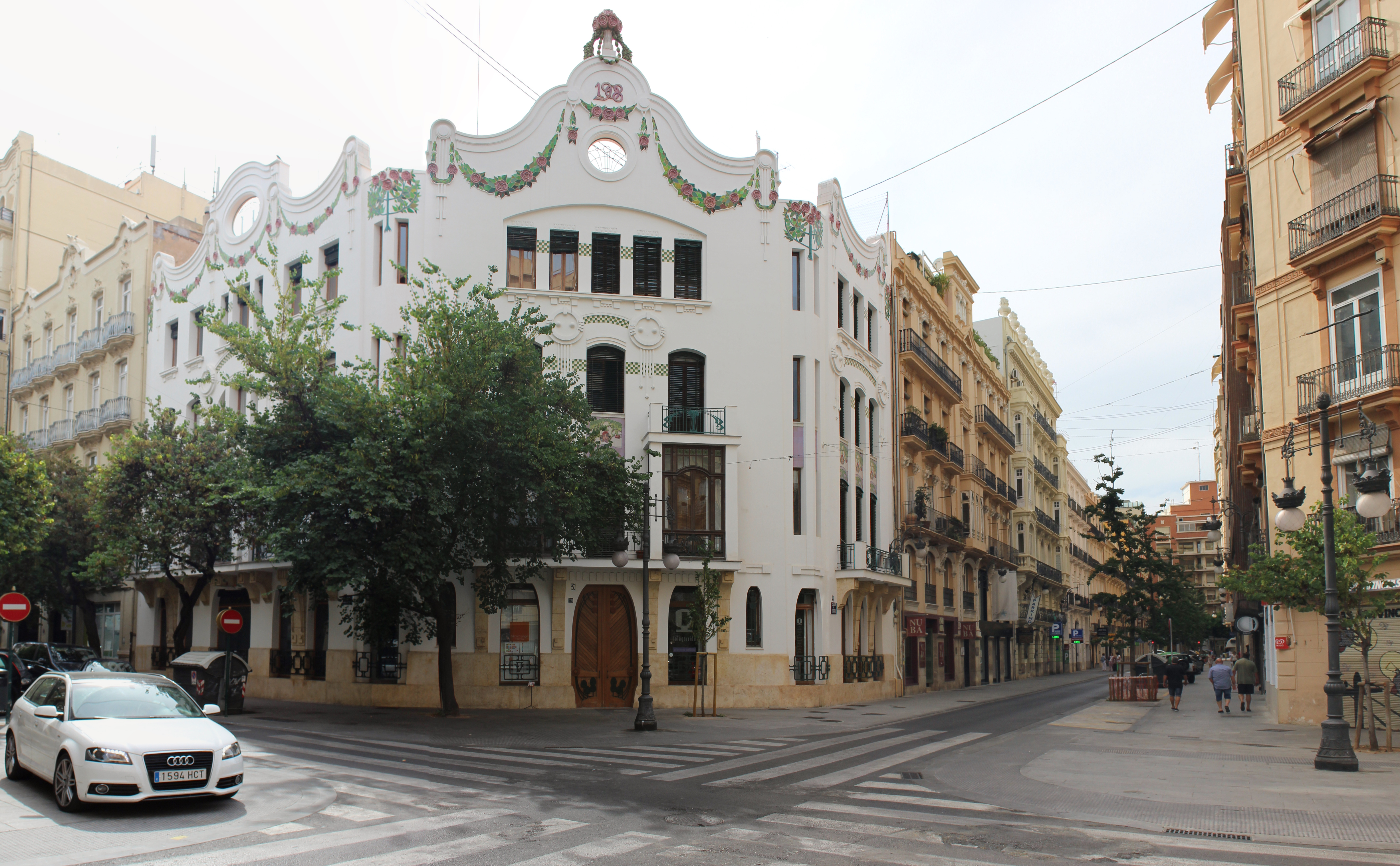
El Edificio Ferrer, ubicado en la calle Cirilo Amorós del Ensanche.

La población del Ensanche según los datos estadísticos del Ayuntamiento de Valencia del 2021 era de 42 853 habitantes. La población de los tres barrios del distrito ha ido descendiendo progresivamente a lo largo de las últimas décadas, en concreto un 8,6% desde 1991. Ruzafa se mantiene en 2021 como el barrio más poblado. 
| Código de barrio | Nombre del barrio | Población (2021) | Superficies (ha) | Densidad (hab/ha) |
| ---------------- | ----------------- | ---------------- | ---------------- | ----------------- |
| 01               | Ruzafa            | 23 826           | 87,8             | 271,4             |
| 02               | El Pla del Remei  | 7 084            | 38,7             | 183               |
| 03               | Gran Vía          | 11 943           | 46,9             | 254,6             |
|                  | Ensanche          | 42 853           | 173,3            | 247,28            |

|                  | 1991   | 1996   | 2001   | 2011   | 2016   | 2021   |
| ---------------- | ------ | ------ | ------ | ------ | ------ | ------ |
| Ruzafa           | 25 357 | 24 380 | 23 570 | 24 522 | 23 921 | 23 826 |
| El Pla del Remei | 8 100  | 7 700  | 7 354  | 6 757  | 6 861  | 7 084  |
| Gran Vía         | 13 428 | 13 002 | 12 274 | 11 838 | 11 624 | 11 943 |
| Ensanche         | 46 885 | 45 082 | 43 198 | 43 117 | 42 406 | 42 853 |

## Urbanismo

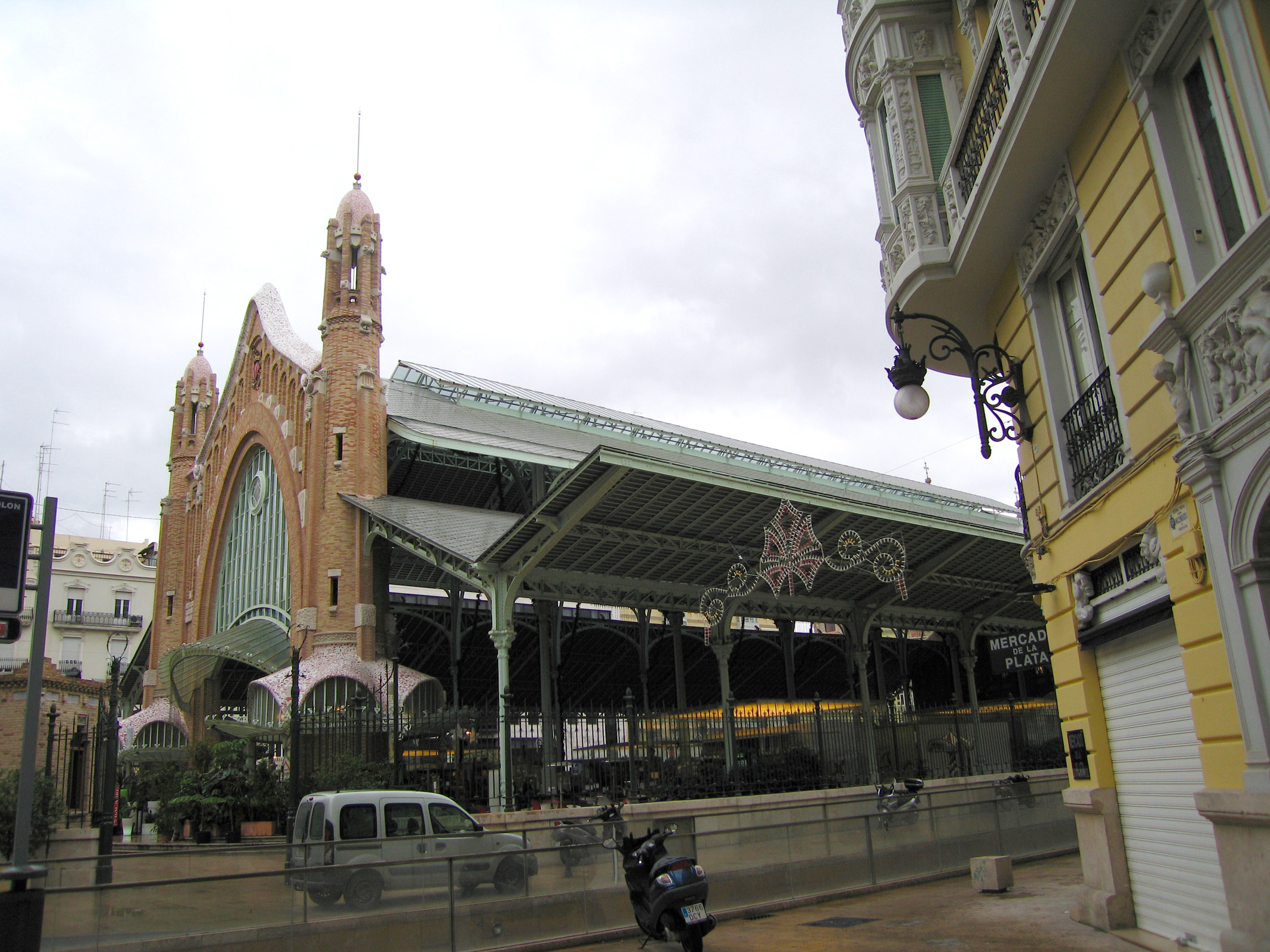
Mercado de Colón, edificio de estilo modernista valenciano.

Vemos la trama de ensanche característica alrededor de la Gran Vía del Marqués del Turia. Es decir encontramos una tipología de manzanas cuadradas (de unos 100 metros de largo), achaflanadas en sus vértices lo que convierte las manzanas en las características del ensanche más canónico y los cruces con gran visibilidad. Se diferencia de la tipología de manzana de Barcelona en su tamaño y en la adaptación que realiza la trama de ensanche entre las calles Cirilo Amorós y Colón para adaptarse a la irregularidad de la ciudad medieval. Ruzafa es una preexistencia que nada tiene que ver con la trama de ensanche sino que se adapta la trama de ensanche a su alrededor para regularizar su perímetro.[cita requerida]
El edificio público más notable de la zona es el Mercado de Colón, proyectado por el arquitecto Francisco Mora en 1914, una de las joyas del modernismo valenciano reconvertido en la actualidad en un espacio de ocio y servicios de gran calidad. Existen también edificios religiosos de estilo neogótico que se insertan perfectamente en el trazado, como la Iglesia de San Juan y San Vicente, realizada según proyecto de José Calvo de 1897, o la iglesia de los Dominicos, proyectada por Joaquim Mª Arnau en 1906.
Pero el auténtico legado arquitectónico del Ensanche son los mismos edificios de viviendas, con elegantes fachadas y profusión de adornos, que ilustran ampliamente las distintas corrientes estéticas de la época. Entre los más significativos, el palacio de la condesa de Buñol, obra de estilo historicista rococó del maestro de obras Vicent Alcayne, de 1906. Con estilo historicista modernista de carácter medieval destaca la Casa de los Dragones proyectado por el arquitecto José Manuel Cortina en 1901. La Casa Albacar, de 1911, representativo del eclecticismo afrancesado, y la Casa Santoma, también de estilo francés del arquitecto Vicente Rodríguez, de 1924. El edificio Peris, de estilo modernista con elementos del art nouveau y de la sezessión vienesa del arquitecto Carlos Carbonell, de 1913. La Casa Ferrer, obra del arquitecto Vicent Ferrer, de 1907, inserta también en el modernismo vienés. La Casa Ortega, modernista en la línea art nouveau, obra de Manuel Peris Ferrando, de 1906, y la Casa Barona, también de estilo modernista y obra de Javier Goerlich, de 1914.
Concebido como moderno barrio residencial y acomodado, el Ensanche conserva su traza y vigente su función, al tiempo que ha ido adaptando sus bajos a fines comerciales y viviendas en oficinas, configurándose como uno de los barrios más cosmopolitas de Valencia.

## Atracciones turísticas
- Mercado de Colón.
- Ciudad de las Artes y las Ciencias:[8] En ella se encuentra el Palacio de las Artes Reina Sofía, L'Hemisfèric, el Museo de las Ciencias Príncipe Felipe, el Oceanográfico,L'Umbracle y el Ágora.
- Ruzafa.